# Eliot (Maine)
Eliot es un pueblo ubicado en el condado de York en el estado estadounidense de Maine. En el Censo de 2010 tenía una población de 6.204 habitantes y una densidad poblacional de 112,32 personas por km².

## Geografía
Eliot se encuentra ubicado en las coordenadas 43°8′48″N 70°46′28″O / 43.14667, -70.77444. Según la Oficina del Censo de los Estados Unidos, Eliot tiene una superficie total de 55.24 km², de la cual 51.24 km² corresponden a tierra firme y (7.24%) 4 km² es agua.

## Demografía
Según el censo de 2010, había 6.204 personas residiendo en Eliot. La densidad de población era de 112,32 hab./km². De los 6.204 habitantes, Eliot estaba compuesto por el 96.82% blancos, el 0.68% eran afroamericanos, el 0.15% eran amerindios, el 0.52% eran asiáticos, el 0.03% eran isleños del Pacífico, el 0.26% eran de otras razas y el 1.55% pertenecían a dos o más razas. Del total de la población el 1.21% eran hispanos o latinos de cualquier raza.